# Norma Stitz
Norma Stitz (Atlanta, 26 december 1958), is een pseudoniem van het Amerikaanse naaktmodel en pornoactrice Annie Hawkins-Turner. Haar artiestennaam verwijst naar haar "enormous tits" (enorme tieten).
Hawkins-Turner behaalde in 1979 een bachelor graad in Social Work aan de Jackson State universiteit, en in 2015 een mastertitel in Marketing Management aan de Strayer universiteit.

## Prijzen
- 1999 - Het Guinness Book of World Records erkent haar als de vrouw met de grootste natuurlijke borsten ter wereld (cup ZZZ).
- 2003 - AVN Awards - Adult Video Nudes Award (The Amazing Norma Stitz).

## Publicaties
- Plumpers & Big Women (april 1994, juli 1994, augustus 1994)
- Busty Beauties (november 1994)
- Gent (maart 1994, april 1994, juni 1994)
- Hustler Busty Beauties (maart 1995)
- Honor Mention Dimension (Issue 59)
- Juggs (1994-99, 2001, 2002, december 2003, januari 2004)
- Big Black Butt (april 2004)

## Films
- Norma's First Home Video #1
- Norma Stitz Swings to the Beat #13
- Norma Stitz and Her Bra #14
- Norma Stitz the Giant #24
- Norma Stitz Wakes Up Wet and Ready #27
- Norma Stitz Smokes; Norma Stitz @ 295 lbs. #33
- Norma Stitz /Japan/ Guinness Books of Records #36
- Norma Stitz The Unusual Maid #39

## Persoonlijk leven
Norma Stitz was 13 jaar getrouwd met Alan, een gepensioneerde Air Force officier die haar stimuleerde munt te slaan uit haar uiterlijk; hij overleed in 2003 aan longkanker. Ze heeft twee kinderen.